# Асаново (Рязанская область)
Асаново — деревня в Кораблинском районе Рязанской области России, входит в состав Незнановского сельского поселения.

## Географическое положение
Асаново находится в северной части Кораблинского района, в 16 км к северу от райцентра.
Стоит на берегу реки Лоша.
Ближайшие населённые пункты:

— деревня Лоша в 1,5 км к юго-западу по грунтовой дороге;

— деревня Добрятино в 1 км к востоку по грунтовой дороге.
— село Никитино в 1 км к северу по грунтовой дороге

## Население
| 1859 | 1906 | 2010 |
| ---- | ---- | ---- |
| 423  | ↗507 | ↘4   |

## История
Впервые в качестве вотчин нескольких владельцев деревня Осанова упоминается в платежных книгах Каменского стана 1594—1597 годов.